# 上野原市立上野原小学校
上野原市立上野原小学校（うえのはらしりつ うえのはらしょうがっこう）は、山梨県上野原市上野原にある公立小学校。

## 沿革
- 1873年（明治6年） - 保福寺に「上野学校」[1]。
- 1886年（明治9年） - 現在地に本校舎建設[1]。
- 1897年（明治20年） - 「上野尋常小学校」に改称[1]。
- 1898年（明治21年） - 「上野原尋常高等小学校」に改称[1]。
- 1903年（明治26年） - 上野原村議会で11月17日を創立記念日に決定[1]。
- 1941年（昭和16年） - 「上野原国民学校」と改称[1]。
- 1947年（昭和22年） - 「上野原小学校」に改称[1]。
- 2003年（平成11年）3月 - 創立130周年記念の航空写真撮影[1]。